# Davenport (Dakota del Norte)
Davenport es una ciudad ubicada en el condado de Cass en el estado estadounidense de Dakota del Norte. En el censo de 2010 tenía una población de 252 habitantes y una densidad poblacional de 356,4 personas por km².

## Geografía
Davenport se encuentra ubicada en las coordenadas 46°42′54″N 97°3′54″O / 46.71500, -97.06500. Según la Oficina del Censo de los Estados Unidos, Davenport tiene una superficie total de 0.71 km², de la cual 0.71 km² corresponden a tierra firme y (0%) 0 km² es agua.

## Demografía
Según el censo de 2010, había 252 personas residiendo en Davenport. La densidad de población era de 356,4 hab./km². De los 252 habitantes, Davenport estaba compuesto por el 92.86% blancos, el 0% eran afroamericanos, el 0.4% eran amerindios, el 0% eran asiáticos, el 0% eran isleños del Pacífico, el 3.97% eran de otras razas y el 2.78% pertenecían a dos o más razas. Del total de la población el 10.71% eran hispanos o latinos de cualquier raza.